# STS–48
Az STS–48 az amerikai űrrepülőgép-program 43., a Discovery űrrepülőgép 13. repülése.

## Jellemzői
A beépített kanadai Canadarm (RMS) manipulátor kart 50 méter kinyúlást biztosított (műholdak indítás/elfogása, külső munkák [kutatás, szerelések], hővédőpajzs külső ellenőrzése) a műszaki szolgálat teljesítéséhez.

### Első nap
1991. szeptember 12-én a szilárd hajtóanyagú gyorsítórakéták, Solid Rocket Booster(SRB) segítségével Floridából, a Cape Canaveral (KSC) Kennedy Űrközpontból, a LC39–A (LC–Launch Complex) jelű indítóállványról emelkedett a magasba. Az orbitális pályája 96,2 perces, 57 fokos hajlásszögű, elliptikus pálya perigeuma 575 kilométer, az apogeuma 580 kilométer volt. Felszálló tömeg indításkor 108 741 kilogramm, leszálló tömeg 87 321 kilogramm. Szállított hasznos teher 7865 kilogramm
Pályakorrekciót végeztek, hogy elkerüljék az esetleges találkozást a Koszmosz–955 műholddal, amely 1977. szeptember 20-án indult szolgálatára.

## Hasznos teher
1. Middeck 0-gravity Dynamics Experiment (MODE) – folyadékok viselkedése. A Freedom űrállomás és más jövőbeli űrhajók modelljének tesztelése mikrogravitációs környezetben.
2. Cosmic Radiation Effects and Activation Monitor (CREAM) – a kozmikus sugárzás hatásainak és aktivitásának vizsgálata.
3. Protein Crystal Growth (PCG II–2) – orvosbiológiai kísérletek. 60 különböző fehérje kristály növekedési kísérletet végeztek.
4. Radiation Monitoring Equipment-III (RME-III) – ionizáló sugárzás mérése (gamma, elektron, neutron és proton sugárzás).
5. Air Force Maui Optical Site (AMOS) – radar- és optikai megfigyelések elősegítése, a földi egységek kalibrálásának biztosítása
6. Shuttle Activation Monitor (SAM) – gamma-sugár mérés a fedélzeten.
7. Polymer Membranes Processing (IPMP) – fizikai és kémiai folyamatok során előforduló polimer képződések vizsgálata.
8. Nikon F4 – az első elektronikus fényképezőgép tesztje.
9. PARE–01 – fiziológiai és anatómiai vizsgálatok (8 patkány repülése), földi értékelés.
10. Ascent Particle Monitor (APM) – felszálláskor és visszatérésnél mérte a környezet szennyezettségét.

### Műhold
A tehertérben rögzített tudományos műholdat a Canadarm (RMS) manipulátor kar segítségével a harmadik napon pályairányba állították. A műhold pályairányba állítását követően az űrrepülőgép 13-16 kilométerre eltávolodott.

#### UARS
Gyártója a Lockheed Martin és a Space Co. Hosszú távú környezetvédelmi program keretében működtette a NASA Goddard Space Flight Center (GSFC). A műhold építési költsége 750 millió USD.
Upper Atmosphere Research Satellite (UARS) műhold célja átfogó kutatás a felső légkörében, különös tekintettel a Föld ózonrétegére. A NASA által támogatott, többéves nemzetközi kutatási program első eleme. Az első űreszköz, amely a Föld teljes felső légkörének kémiai, napszél- és napenergia adatkészletét segítette meghatározni. Fokozott figyelmet fordított az emberiség technológiai fejlődése által okozott környezeti hatásokra a – ózonréteg állapota a sztratoszférában – felső légkörben. Megnevezései: UARS (1991-063B), UARS. Kódszáma: 21701.
Műhold szabálytalan alakú, átmérője 4,57 méter, hossza 9,75 méter. Az űreszköz nappali villamos energia ellátását napelemek (mérete 1,5 × 3,3 méter) biztosították (1600 W). Éjszakai (földárnyék) energiaellátását NiCd (kémiai) akkumulátorokkal oldották meg. A 18 hónaposra tervezett missziót többször meghosszabbították, 14 év aktív szolgálata után befejezte adatközléseit. Az orbitális egység pályája 96,03 perces, 56,98 fokos hajlásszögű, elliptikus pálya perigeuma 565 kilométer, az apogeuma 575 kilométer volt. Felszálló tömege 6795, hasznos tömege 5668 kilogramm. Pályába tartását négy hidrazin gázmotorok biztosította.
Műszerparkja:
1. Cryogenic Limb Array Etalon Spectrometer (CLAES) – nitrogén, klór, ózon, vízgőz és metán jelenlétét mérte.
2. Improved Stratospheric and Mesospheric Sounder (ISAMS) – vízgőz, szén-dioxid, szénmonoxid, nitrogén-oxid, salétromsav, az ózon és a metán jelenlétét mérte.
3. Microwave Limb Sounder (MLS) – mikrohullámú spektrométer, a szén jelenlétét mérte.
4. Halogen Occultation Experiment (HALOE) – abszorpciós spektrométer, vízgőz, fluorsav és sósav, metán, szén-dioxid, nitrogén-oxidok és az ózon jelenlétét mérte.
5. High Resolution Doppler Imager (HRDI) – Doppler spektrométer, napszél sebességének mérése.
6. Wind Imaging Interferometer (WINDII) – Doppler interferométer, napszél sebességének mérése.
7. Solar Ultraviolet Spectral Irradiance Monitor (SUSIM) – napsugárzás intenzitás és az UV sugárzás mérése.
8. Solar Stellar Irradiance Comparison Experiment (SOLSTICE) – napsugárzás intenzitása, összehasonlító méréssel a SOLSTICE csillag intenzitásával.
9. Particle Environment Monitor (PEM) – a nap korpuszkuláris sugárzásának mérése.
10. Active Cavity Radiometer Irradiance Monitor (ACRIM II) – szoláris besugárzás mérése.

2011. szeptember 24-én befejezve 7316,2 napos, 20,03 éves szolgálatát belépett a légkörbe és megsemmisült.

#### Ötödik nap
1991. szeptember 18-án Kaliforniában az Edwards légitámaszponton (AFB) szállt le. Összesen 5 napot, 8 órát, 27 percet és 38 másodpercet töltött a világűrben. 3 530 369 kilométert (2 193 670 mérföldet) repült, 81 alkalommal kerülte meg a Földet. Egy különlegesen kialakított Boeing 747 tetején szeptember 26-án visszatért kiinduló bázisára.

## Személyzet
(zárójelben a repülések száma az STS–48 küldetéssel együtt)
- John Creighton (3), parancsnok
- Kenneth Reightler (1), pilóta
- James Buchli (4), küldetésfelelős
- Charles Gemar (2), küldetésfelelős
- Mark Brown (2), küldetésfelelős

### Visszatérő személyzet
- John Oliver Creighton (3), parancsnok
- Kenneth Reightler (1), pilóta
- James Frederick Buchli (4), küldetésfelelős
- Charles Donald Gemar (2), küldetésfelelős
- Mark Neil Brown (2), küldetésfelelős